# Jean Massin (Komponist)
Pierre-Jean-Paul-Crépin Massin, genannt Turina (* 25. Oktober 1793 in Alessandria, Piemont; Todesdatum und -ort unbekannt) war ein französischer Komponist.
Massin verbrachte seine Jugend in Italien, vermutlich stammt sein Beiname von der Stadt Turin, der Hauptstadt der Region Piemont. 1811 kam er nach Paris, wo er am Conservatoire studierte. 1818 wurde er Musiker am Théâtre des Variétés und Violinist an der Pariser Oper. 1819 wurde er Bratschist beim Théâtre Royal Italien, das von Jean-Jacques Grasset geleitet wurde.
Im gleichen Jahr beteiligte er sich mit der Kantate Herminie am Kompositionswettbewerb der Schule und gewann neben Fromental Halévy den second Premier Grand Prix de Rome. Während seines bis 1824 dauernden Italienaufenthaltes suchte er im Auftrag von François-Antoine Habeneck nach einer Primadonna und einem ersten Tenor für die Pariser Oper und lernte dabei die Opernhäuser von Rom, Turin, Cremona, Mailand und Neapel kennen.
1823 komponierte Massin für das Théâtre Italien in Paris die Oper La Schiava in Bagdad.
Im Juni 1865 unterzeichnete er noch als Zeuge die Sterbeurkunde seines in Paris gestorbenen Bruders, über sein weiteres Leben danach ist nichts bekannt.